# Petar Ilić
Petar Ilić (Kirin Serbia: Петар Илић; sinh ngày 28 tháng 4 năm 1993) là một tiền đạo bóng đá Serbia thi đấu cho FK Borac Banja Luka.